# داگلاس کیو آدامز
داگلاس کونتین آدامز (به انگلیسی: Douglas Q. Adams) پروفسور زبان انگلیسی در دانشگاه آیداهو و متخصص تطبیقی در زبانهای هند و اروپایی است. وی تحصیلکرده دانشگاه شیکاگو است و دکترای خود را در سال ۱۹۷۲ دریافت کرد. آدامز در زمینهٔ تخاری‌ها یک متخصص و مشارکت کننده در دانشنامه بریتانیکا است.
آدامز در زمینه فرهنگ‌ها و زبانهای هند و اروپایی با جی پی مالری و در آکادمی سلطنتی ایرلند همکاری کرده‌است. آدامز همچنین ویرایشگر زبانشناس در مجله مطالعات هند و اروپایی است، که مالری پایه‌گذاری کرد.